# Wolfenstein 3D
Wolfenstein 3D – strzelanka pierwszoosobowa wyprodukowana przez id Software i wydana przez Apogee Software 5 maja 1992 roku. Jest to kontynuacja gier Castle Wolfenstein i Beyond Castle Wolfenstein, wydanych przez Muse Software odpowiednio w latach 1981 i 1984 na platformie Apple II.
Według magazynu „Computer Gaming World” gra stała się prekursorem wszystkich strzelanek pierwszoosobowych i wyznaczyła kierunek ich rozwoju.

## Fabuła
Gracz wciela się w amerykańskiego żołnierza polskiego pochodzenia – Williama Josepha Blazkowicza, który podczas wykonywania tajnej misji zostaje schwytany i uwięziony w hitlerowskiej twierdzy. Stara się z niej uciec, walcząc z zastępami hitlerowskich żołnierzy, a także psów strażniczych.

## Rozgrywka
W budynku ukryte są tajne przejścia i skrytki, zawierające potrzebne do przetrwania przedmioty, jak amunicja i apteczki pierwszej pomocy. Wolfenstein 3D wydany został jako gra typu shareware i zawierała tylko jedną część – Escape from Wolfenstein, składającą się z dziesięciu poziomów. Odpłatna wersja składała się z trzech części, zawierających również po dziesięć poziomów. Następnie wydano trzy kolejne epizody, nazwane The Nocturnal Missions, których akcja rozgrywała się przed trzema pierwszymi.
Łącznie gra ma sześćdziesiąt poziomów. W każdym epizodzie występuje ukryty poziom, którego odkrycie i przejście nie jest wymagane do ukończenia gry. Dostępny jest jedynie tryb dla jednego gracza. W pełnej wersji gry występują cztery rodzaje broni, pięć typów zwykłych przeciwników oraz bossowie, przebywający na ostatnim poziomie każdego epizodu. Ponadto w jednym z ukrytych poziomów, odwzorowującym planszę z gry Pac-Man, znajdują się nieśmiertelne, ścigające gracza duszki.

## Wydanie
Poza pierwotną wersją, działającą pod kontrolą systemu operacyjnego DOS, dostępne są oficjalne wydania gry na następujące platformy: Macintosh, Acorn Archimedes, 3DO, Atari Jaguar, GameBoy Advance, SNES, Apple IIGS, PlayStation 3, Xbox 360, IPhone.
W 2012 roku kod źródłowy gry udostępniono jako otwarte oprogramowanie. 5 maja 2012 roku z okazji dwudziestolecia gry wydano darmową wersję, działającą w przeglądarce.

## Kontynuacje
Producent gry, dostrzegając sukces komercyjny, wydał w 1992 roku grę Spear of Destiny. W 2001 roku wydano Return to Castle Wolfenstein – luźno powiązany z Wolfensteinem 3D sequel, oparty na silniku id Tech 3. Dwa lata później ukazała się darmowa produkcja przeznaczona jedynie do gry sieciowej – Wolfenstein: Enemy Territory.